# Eospongilla morrisonensis
Eospongilla morrisonensis är en svampdjursart som beskrevs av Dunagan 1999. Eospongilla morrisonensis ingår i släktet Eospongilla och familjen Spongillidae. Inga underarter finns listade i Catalogue of Life.